# Bartłomiej Piekarczyk
Bartłomiej Piekarczyk (ur. 22 kwietnia 1987 w Bielsku-Białej) – były polski siatkarz, grał na pozycji przyjmującego, obecnie trener siatkarski.
Jako zawodnik reprezentował barwy drużyn: BBTS Bielsko-Biała, Sudety Kamienna Góra, Stal AZS PWSZ Nysa i STS Skarżysko-Kamienna. Z powodu kontuzji w 2012 roku zakończył sportową karierę.  
W latach 2013–2015 był asystentem trenera KSZO Ostrowiec Świętokrzyski. W 2015 roku przeniósł się do BKS Profi Credit Bielsko-Biała. Początkowo był asystentem trenera Emanuele Sbano, a następnie Mariusza Wiktorowicza i Tore Aleksandersena. W 2018 roku został pierwszym trenerem drużyny z Bielska-Białej. 
W marcu 2022 roku został powołany na stanowisko pierwszego trenera reprezentacji Polski juniorek. 
Podczas Gali Polskiej Ligi Siatkówki 2024 został Trenerem Sezonu 2023/2024 Tauron Ligi.
Jego żoną jest siatkarka Natalia Staniucha a szwagierką siatkarka Joanna Staniucha-Szczurek.

## Przebieg kariery
| Siatkarz  | Siatkarz                       | Siatkarz               | Siatkarz               | Siatkarz               | Siatkarz               | Siatkarz               | Siatkarz               | Siatkarz               | Siatkarz               | Siatkarz               |                        |
| Lata      | Klub                           | Klub                   | Klub                   | Klub                   | Klub                   | Klub                   | Klub                   | Klub                   | Klub                   | Klub                   | Klub                   |
| --------- | ------------------------------ | ---------------------- | ---------------------- | ---------------------- | ---------------------- | ---------------------- | ---------------------- | ---------------------- | ---------------------- | ---------------------- | ---------------------- |
| 2004–2008 | BBTS Bielsko-Biała             | BBTS Bielsko-Biała     | BBTS Bielsko-Biała     | BBTS Bielsko-Biała     | BBTS Bielsko-Biała     | BBTS Bielsko-Biała     | BBTS Bielsko-Biała     | BBTS Bielsko-Biała     | BBTS Bielsko-Biała     | BBTS Bielsko-Biała     | BBTS Bielsko-Biała     |
| 2008–2009 | Sudety Kamienna Góra           | Sudety Kamienna Góra   | Sudety Kamienna Góra   | Sudety Kamienna Góra   | Sudety Kamienna Góra   | Sudety Kamienna Góra   | Sudety Kamienna Góra   | Sudety Kamienna Góra   | Sudety Kamienna Góra   | Sudety Kamienna Góra   | Sudety Kamienna Góra   |
| 2009–2010 | Stal AZS PWSZ Nysa             | Stal AZS PWSZ Nysa     | Stal AZS PWSZ Nysa     | Stal AZS PWSZ Nysa     | Stal AZS PWSZ Nysa     | Stal AZS PWSZ Nysa     | Stal AZS PWSZ Nysa     | Stal AZS PWSZ Nysa     | Stal AZS PWSZ Nysa     | Stal AZS PWSZ Nysa     | Stal AZS PWSZ Nysa     |
| 2010–2011 | STS Skarżysko-Kamienna         | STS Skarżysko-Kamienna | STS Skarżysko-Kamienna | STS Skarżysko-Kamienna | STS Skarżysko-Kamienna | STS Skarżysko-Kamienna | STS Skarżysko-Kamienna | STS Skarżysko-Kamienna | STS Skarżysko-Kamienna | STS Skarżysko-Kamienna | STS Skarżysko-Kamienna |
| 2011–2012 | BBTS Bielsko-Biała             | BBTS Bielsko-Biała     | BBTS Bielsko-Biała     | BBTS Bielsko-Biała     | BBTS Bielsko-Biała     | BBTS Bielsko-Biała     | BBTS Bielsko-Biała     | BBTS Bielsko-Biała     | BBTS Bielsko-Biała     | BBTS Bielsko-Biała     | BBTS Bielsko-Biała     |
| Trener    |                                |                        |                        |                        |                        |                        |                        |                        |                        |                        |                        |
| Lata      | Klub/Reprezentacja             | Funkcja                |                        |                        |                        |                        |                        |                        |                        |                        |                        |
| 2013–2015 | KSZO Ostrowiec Świętokrzyski   | asystent trenera       |                        |                        |                        |                        |                        |                        |                        |                        |                        |
| 2015–2018 | BKS Profi Credit Bielsko-Biała | asystent trenera       |                        |                        |                        |                        |                        |                        |                        |                        |                        |
| 2018–     | BKS Stal Bielsko-Biała         | I trener               |                        |                        |                        |                        |                        |                        |                        |                        |                        |
| 2022–     | Reprezentacja Polski Juniorek  | I trener               |                        |                        |                        |                        |                        |                        |                        |                        |                        |

## Sukcesy
Puchar Polski:
- 2024[7]

Tauron Liga:
- 2024[8]

Superpuchar Polski:
- 2024[9]